# Margit Nünke

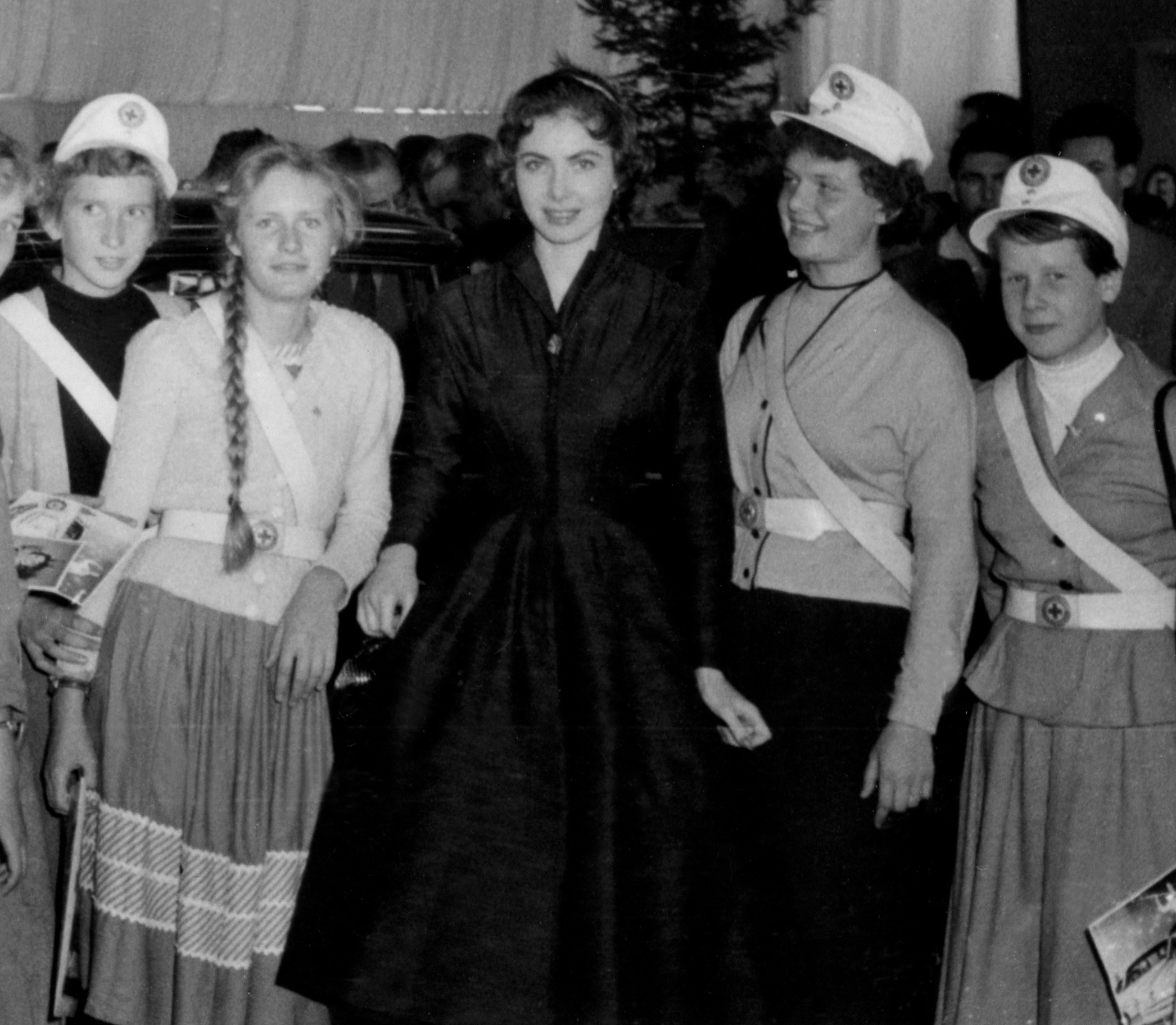
Margit Nünke como Miss Alemania en el Salón Internacional del Motor 1955 en Frankfurt

Margit Nünke (Stettin, 15 de noviembre de 1930- Múnich, 10 de enero de 2015) fue una ganadora de concursos de belleza, modelo y actriz alemana. 

## Vida
Nünke se convirtió en Miss Alemania el 11 de junio de 1955 después de haber sido previamente Miss Renania del Norte-Westfalia. En 1956, ganó la elección para ser Miss Europa. Cuando tuvo lugar el concurso de Miss Universo en 1955 en Long Beach, California, alcanzó el cuarto puesto.
Apareció desde 1957 hasta 1965 en nueve largometrajes y dos películas para televisión, y desde 1984 hasta 1985 en la serie de televisión A Class Apart. Margit Nünke fue la protagonista femenina en varias películas y fue compañera de Peter Alexander, Gerhard Riedmann, y Toni Sailer, entre otros. Como cantante, grabó varios singles, incluyendo un dueto con Peter Garden.

## Años más tarde
Nünke vivió en Múnich con su marido durante más de 40 años, el actor Peter Garden. Garden falleció el 7 de enero de 2015; Margit Nünke falleció tres días después.

## Filmografía seleccionada
- Guitars Sound Softly Through the Night (1960)